# Constance Money
Constance Money (* um 1956 in den USA als Susan Jensen) ist eine US-amerikanische Pornodarstellerin. 

## Leben
Money war eine der ersten Stars dieses Genres und wurde durch ihre Rolle in dem Film The Opening of Misty Beethoven aus dem Jahr 1976 berühmt, der mittlerweile als Klassiker der Pornogeschichte gilt. Money war ebenfalls die erste Pornodarstellerin, die (im Juli 1978) im Playboy zu sehen war. Sie drehte insgesamt nur acht Filme und verließ dann die Branche. 1982 kehrte sie für einen weiteren Film zurück (A Taste of Money). Später zog sie nach Alaska und ist bislang nicht mehr öffentlich in Erscheinung getreten.
Constance Money ist Mitglied der AVN Hall of Fame.

## Filmografie (Auswahl)
- 1976: The Opening of Misty Beethoven
- 1976: The Joy of Letting Go
- 1977: Barbara Broadcast
- 1977: Anna Obsessed
- 1982: A Taste of Money